# Grindnest
Een grindnest is een gebrek in verharde beton, meestal ontstaan door ontmenging tijdens het storten van de beton, waardoor het grind niet volledig is omgeven door de specie.
Zo ontstaat onvoldoende hechting tussen cement en grind. Normaal is beton waterdicht, maar door grindnesten kan het lekken. Grindnesten kunnen ook de oorzaak vormen van bezwijken en instorten van beton. Doorheen de grindnesten kan ook water indringen en de wapening doen roesten met verlies aan sterkte. Er bestaan zowel zichtbare als verborgen grindnesten.
Grindnesten kunnen hersteld worden door uithakken en opvullen of door injecteren. Door tijdens het storten van de beton goed te porren of te trillen zijn grindnesten te voorkomen, verder is het van belang niet van te grote hoogte te storten en ten slotte door te grote opeenhoping van wapeningsstaal te vermijden.  